# والتر نوریس کنگره
والتر نوریس کنگره (انگلیسی: Walter Norris Congreve؛ ۲۰ نوامبر ۱۸۶۲ – ۲۸ فوریه ۱۹۲۷) فرد نظامی اهل بریتانیا بود. وی همچنین برندهٔ جوایزی همچون لژیون دونور (شوالیه) و صلیب ویکتوریا شده‌است.